# Burgwall Mölln
Der Burgwall von Mölln war Teil einer mittelalterlichen slawischen Inselburg. Er liegt nördlich von Mölln am Rande des fast verlandeten Möllner Sees  in der Mecklenburgische Seenplatte. Trotz Einebnung durch Ackerbewirtschaftung ist der Wall im Gelände gut  erkennbar. Ausgrabungen durch Volker Schmidt im Jahr 1988 erbrachten hier den Hinweis auf den Sitz eines möglichen Tollenserfürsten. Die Anlage war zweigliedrig, oval und hatte nur ein Zugangstor. Es führte eine bogenförmige Brücke von Mölln her zur damaligen Insel. Die Brücke wurde auf einem künstlichen Sanddamm errichtet, den man heute noch gut in den vegetationsärmeren Zeiten erkennt. Demnach hatte der Möllner See schon in der Zeit des 10. bis 12. Jahrhunderts niedrigen Wasserstand. Nach heutigem Kenntnisstand ist die Möllner Burg die Burg Gotebant aus der Überlieferung. Da man bei den Untersuchungen massive Holzkohleschichten vorfand, ist die Burg wahrscheinlich in einer großen Feuerkatastrophe untergegangen. Der Möllner See war damals noch mit dem Gädebehner- und dem Kastorfer See verbunden. Da einige weitere Slawenburgen hier lagen, ist wahrscheinlich, dass der See zur Slawenzeit eine gewisse Bedeutung hatte. Es wird vermutet, dass sich hier das politische und wirtschaftliche Machtzentrum der Tollenser befand.